# Lathyrus ciliatidentatus
Lathyrus ciliatidentatus är en ärtväxtart som beskrevs av Z.V. Czefranova. Lathyrus ciliatidentatus ingår i släktet vialer, och familjen ärtväxter. Inga underarter finns listade i Catalogue of Life.